# 벨로캉
벨로캉(프랑스어: Belokan)은 베르나르 베르베르가 창조해낸 가상의 개미 도시이다. 이 개미 도시는 불개미(정확히는 홍개미)들이 살고 있으며, 퐁텐블로 숲에 위치하고 있다. 홍개미(작중 불개미)들은 퐁텐블로 숲이 세상의 모든 것인 줄 알며, 언제나 퐁텐블로 숲(개미들 입장에서는 지구)의 동쪽 끝을 탐구하러 원정대를 보낸다. 그러나 그들은 정체불명의 검은 땅을 밟고는 짓이겨져 살아 돌아오지 못한다. 그 검은 땅이라는 것은 사실 아스팔트 포장 도로였고 개미들을 짓이기는 정체불명의 것은 자동차였다. 그곳에서 살아 돌아온 개미는 개미 103683호뿐이다. 벨로캉은 벨로키우키우니 왕조에서 클리푸니 왕조로, 103호 왕조로 교체된다.
벨로캉은 고대 수메르어로 여기에 그곳이 있다라는 뜻이라고 한다.

## 이웃 도시들

### 주비주비아캉- 327호가 스물여덟 마리 동료 개미들의 돌연사를 목격한 도시.
- 라숄라캉 - 벨로캉 연방에서 가장 서쪽에 위치한 도시
- 지울라캉
- 요뒬루바이캉 - 벨로캉 연방 도시들 중 곡물을 제일 많이 생산하는 도시.
- 카마일캉
- 리비우캉 - 연지벌레의 분비꿀을 발효시켜 술을 생산하는 도시.
- 체이유캉
- 제디베이나캉 - 고농축 개미산을 생산해 내는 도시.
- 클리푸캉 - 클리푸니가 건설한 초현대적인 도시. 지하수를 이용한 운하를 가지고 있다.
- 게예이톨로 - 연방의 동쪽 끝자락의 전진기지. 창고와 거실로 이루어져 있으며, 날씨가 따뜻할때만 쓰고 날씨가 추워지면 쓰지 않는다.
- 코르니게라 - 불개미 24호가 코르니게라 섬의 코르니게라 아카시아 줄기 속에 만든 자유로운 신도시. 후에 시게푸의 공격과, 벼락으로 인해 불타 버린다.

### 적군
- 시게푸 - 북서쪽의 아르헨티나 개미 도시. 벨로캉 연방의 가장 주요한 적이다.
- 아스콜레인 - 북쪽에 있는 꿀벌 도시. 시게푸와 같은 적은 아니지만, 사이가 좋지 않다.
- 목실룩생 - "모든 것을 잡아 먹는 강" 근방에 있는 흰개미